# 李湘林
李湘林（1956年9月—），男，汉族，山东昌邑人，中华人民共和国政治人物，曾任中共伊犁哈萨克自治州党委书记，新疆维吾尔自治区政协副主席。